# Marian Dumitru
Pour les articles homonymes, voir Dumitru.
Marian Dumitru, né le 18 mars 1960 à Ploiești, est un ancien joueur international de handball roumain.

## Palmarès

### Club
Compétitions internationales
- Vainqueur de la Coupe de l'EHF (1) : 1994
- Vainqueur de la Coupe des vainqueurs de coupe (1) : 1990
- Finaliste de la Coupe des clubs champions en 1989

Compétitions nationales
- Vainqueur du Championnat de Roumanie (10) : 1979, 1980, 1981, 1982, 1983, 1984, 1985, 1987, 1988, 1989
- Vainqueur de la Coupe de Roumanie (2) : 1981, 1985
- Deuxième du Championnat d'Espagne en 1990

### Sélection nationale
Jeux olympiques
-  Médaillé de bronze aux Jeux olympiques de 1980 à Moscou,  Union soviétique
-  Médaillé de bronze aux Jeux olympiques de 1984 à Los Angeles,  États-Unis

Championnats du monde
-  Médaillé de bronze au Championnat du monde en 1990,  Tchécoslovaquie
- 5e place au Championnat du monde en 1982,  Allemagne de l'Ouest

Supercoupe des nations
-  Vainqueur de la Supercoupe des nations 1983 (de),  Allemagne de l'Ouest